# 올리브산 위의 그리스도
올리브산 위의 그리스도(독일어: Christus am Ölberge), 작품 번호. 85는 십자가에 못 박혀 죽기 전 예수의 겟세마니 정원에서의 감정적 혼란을 묘사한 루트비히 판 베토벤의 오라토리오이다. 빌호르스키 스케치북의 증거로 알 수 있듯이, 작곡은 베토벤이 하일리겐슈타트 유서를 완성한 직후인 1802년 가을에 시작되었다. 독일어로 된 그 리브레토는 베토벤과 긴밀히 협력했던 비너 차이퉁의 편집자인 시인 프란츠 크사버 후버에 의해 쓰여졌다. 오라토리오가 완성된 직후 브라이코프 운트 헤르텔에 보낸 편지에서 베토벤은 이 작품을 "몇 주" 만에 썼다고 말했지만, 나중에는 이 작품을 완성하는 데 14일도 채 걸리지 않는다고 주장했다. 그것은 1803년 4월 5일에 빈의 안 데르 빈 극장에서 처음 공연되었고, 1811년에 베토벤에 의해 개정되어 브라이트코프 운트 헤르텔에 의해 출판되었다. 작품이 구성되고 출판되기까지 10년의 시간이 흐르면서 작품은 비교적 높은 작품 번호가 부여되는 결과를 낳았다.

## 구성
전체는 여섯 개의 익징으로 구성되고 있지만, 독창과 중창, 합창 등을 세세하게 나누면 열 다섯 개의 부분으로도 나눌 수 있다.
- 제1악장. 서주, 레치타티브와 아리아
  - 서주
  - 레치타티브(예수) "여호와여, 나의 아버지시여"
  - 아리아(예수) “내 영혼이 흔들리도다!”
- 제2악장. 레치타티브와 아리아, 합창
  - 레치타티브(세라프) "전율하라 땅이여, 여호와의 아들이 여기 계시도다"
  - 아리아(세라프) "구세주의 선하심을 찬양하라"
  - 합창(천사들) "오, 당신이 구원받았기를, 만세!"
- 제3악장. 레치타티브와 이중창
  - 레치타티브(예수, 세라프) "세라프여, 공표하세요, 나의 영원한 아버지의 자비를"
  - 이중창(예수-세라프) "그렇다면 당신의 심판일랑 제 위에 내려놓으세요, 아버지시여"
- 제4악장. 레치타티브와 합창
  - 레치타티브(에수) "어서 오라, 죽음이여! 인류를 구한다면 나는 십자가 위에 죽으리라"
  - 합창(병사들) "우리는 그가 이 산으로 가는 걸 보았습니다"
- 제5악장. 레치타티브와 합창
  - 레치타티브(예수)  "나를 잡으러 나온 사람들이 다가오고 있다"
  - 합창(병사들-사도들) "여기 있습니다, 여기 있습니다"
- 제6악장. 레치타티브와 삼중창, 합창
  - 레치타티브(베드로, 예수) "대담한 무리는 처벌받지 않을 것입니다.”
  - 삼중창(세라프-예수-베드로) "내 피가 끓는도다"
  - 합창(병사들-제자들-천사들) "자아, 어서! 반역자를 체포하라"

연주 소요 시간은 약 60분 정도이다.